# Grzegorz Zackiewicz
Grzegorz Zackiewicz (ur. 1971) – polski historyk dziejów najnowszych. 

## Życiorys
Absolwent historii (1996) Filii Uniwersytetu Warszawskiego w Białymstoku. Doktorat (2002) i habilitacja (2014) na Uniwersytecie w Białymstoku. Adiunkt w Instytucie Historii i Nauk Politycznych Uniwersytetu w Białymstoku. Główne zainteresowania badawcze to historia polityczna i historia idei I połowy XX wieku oraz stosunki polsko-rosyjskie i polsko-radzieckie XIX-XX w. 

## Wybrane publikacje
- Polska myśl polityczna wobec systemu radzieckiego 1918-1939, Kraków: "Arcana" 2004.
- (redakcja) Lata Wielkiej Wojny. Dojrzewanie do niepodległości 1914-1918, red. Daniel Grinber, Jan Snopko, Grzegorz Zackiewicz, Białystok: Wydawnictwo Uniwersytetu w Białymstoku 2007.
- (redakcja) Rok 1918 w Europie Środkowo-Wschodniej, pod red. Daniel Grinberg, Jan Snopko, Grzegorz Zackiewicz, Białystok: Wydawnictwo Uniwersytetu w Białymstoku, 2010.
- Syndykalizm w polskiej refleksji i rzeczywistości politycznej I połowy XX wieku, Kraków: Wydawnictwo Avalon 2013.
- (redakcja) Wielka wojna poza linią frontu, red. nauk. Daniel Grinberg, Jan Snopko, Grzegorz Zackiewicz, Białystok: Instytut Historii i Nauk Politycznych Uniwersytetu w Białymstoku 2013.
- Robotniczy Instytut Oświaty i Kultury im. Stefana Żeromskiego 1930-1939, Białystok: Wydawnictwo Prymat, Mariusz Śliwowski 2016.